# Dmitrij Danilenko
Dmitrij Danilenko (in russo Дмитрий Даниленко?; 29 maggio 1995) è uno schermidore russo, specializzato nella sciabola.

## Palmarès
- Mondiali

Rio de Janeiro 2016: oro nella sciabola a squadre.
- Europei

Toruń 2016: oro nella sciabola a squadre.
Novi Sad 2018: bronzo nella sciabola individuale.
Genova 2025: bronzo nella sciabola a squadre.
- Universiadi

Gwangju 2015: argento nella sciabola individuale.